# Mont du Porc-Épic
Pour les articles homonymes, voir Montagne du Porc-Épic (Audet) et Porc-Épic (homonymie).
Le mont du Porc-Épic est le sommet le plus élevé de la municipalité régionale de comté de Pontiac, Québec (Canada), situé à 7 km à l'est du lac Nilgaut et à moins de 2 km de la rivière Coulonge. Il s'élève à 504 mètres d'altitude.